# Alejandro Obregón
Alejandro Jesús Obregón Rosés, plus connu comme Alejandro Obregón, né à Barcelone (Espagne), le 4 juin 1920, et mort à Carthagène des Indes (Colombie), le 11 avril 1992, est un peintre, muraliste, sculpteur et graveur hispano-colombien.

## Biographie
Né d'un père colombien et d'une mère catalane espagnole, part en 1926 avec sa famille pour Barranquilla, en Colombie, où celle-ci possède une usine de textiles. En 1929, il revient brièvement à Barcelone chez une tante, étudie de 1930 à 1934 à la Stony Hurts School de Liverpool puis à Boston où, envisageant alors une carrière d'aviateur (sa famille ayant des intérêts dans une compagnie d'aviation), il commence en 1936 à peindre des paysages sans avoir reçu de formation.
En 1937, il rentre à Baranquilla travailler dans l'usine familiale. Il s’engage en 1939 comme camionneur-transporteur de pétrole dans la région du Río Catatumbo. En 1940, il revient à Boston étudier pendant quelques mois la peinture au Museum of Fine Arts School.
De 1940 à 1944 il séjourne de nouveau à Barcelone, où il exerce la fonction de vice-consul de Colombie. Il fréquente l'école de la Llotja, dont il se trouve rapidement expulsé, et poursuit sa formation en autodidacte à travers l'étude personnelle des peintures de Goya, Velasquez, Rembrandt. Il épouse Ilva Rasch-Isla, fille du poète Miguel Rasch-Isla.
De retour en Colombie, Alejandro Obregón participe en 1944 et 1945 aux cinquième et sixième Salons des artistes colombiens, présente en 1945 sa première exposition personnelle et reçoit le premier prix du « Salón Anual de Artistas Costeños ». Il réalise sa deuxième exposition individuelle en février 1946 et devient en 1948 directeur de l'école des beaux-arts de Santafé de Bogota dont il rénove l'enseignement académique.

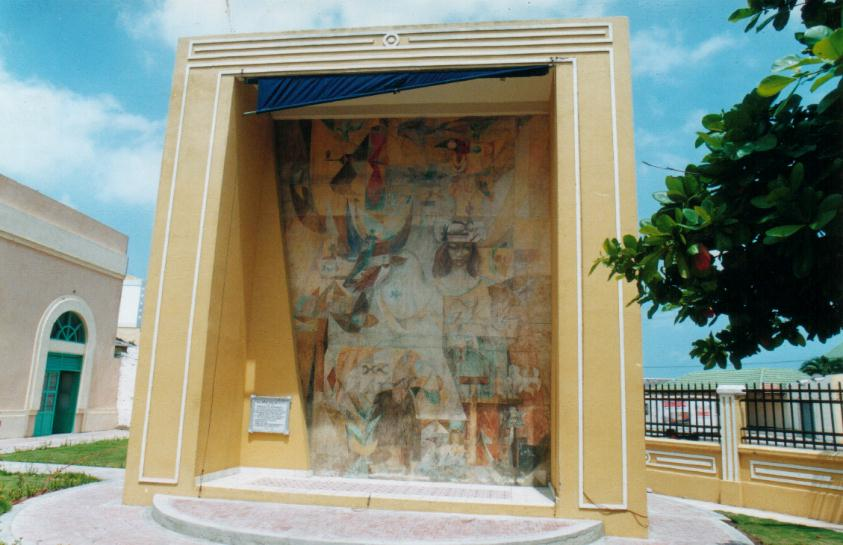
Simbologia de Barranquilla, 1956.

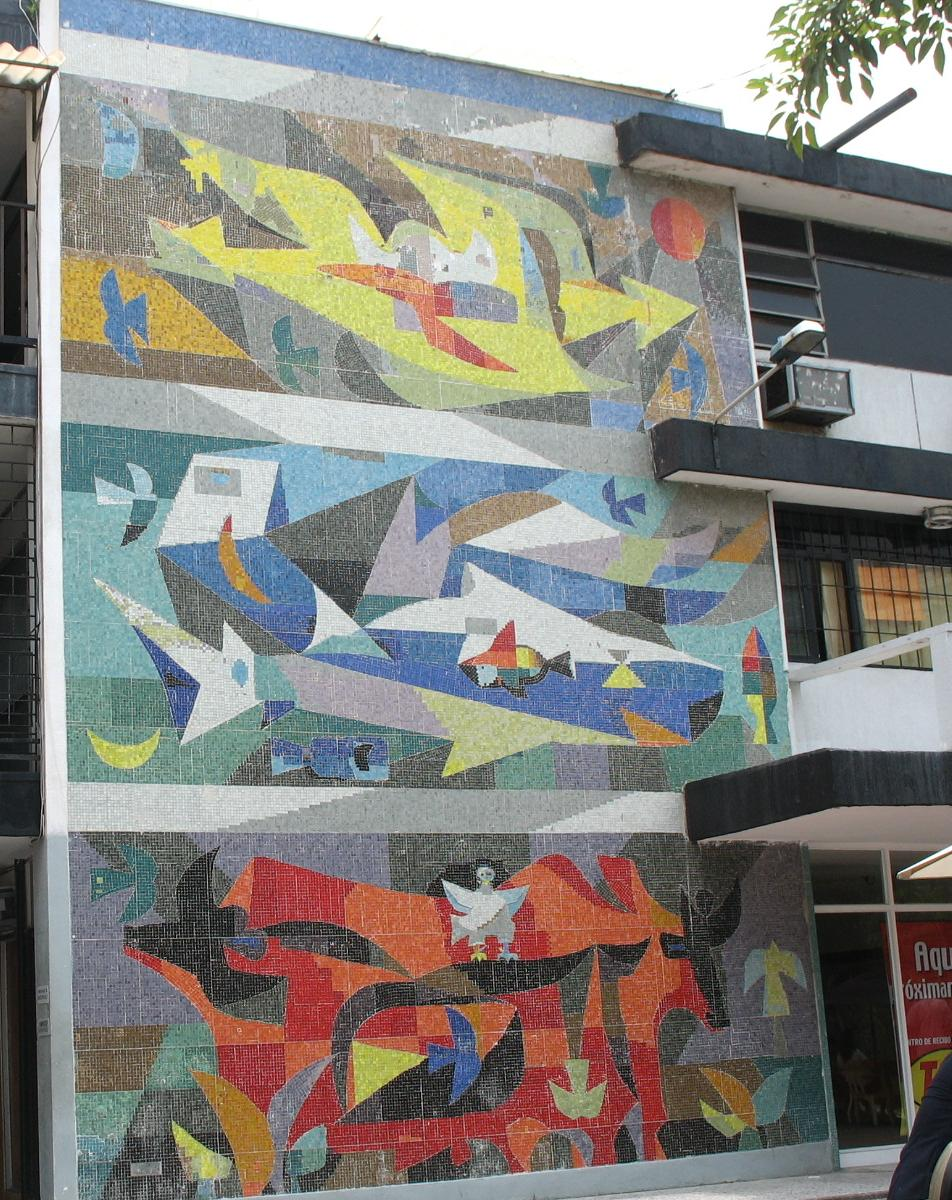
Tierra, Mar y Aire, mosaïque,, Mezhari building, Barranquilla, 1957.

Obregón quitte en mai 1949 la Colombie pour Paris avec sa deuxième femme, Sonia Osorio (1928-2011). Leur fils Rodrigo naît en 1952 à Montélimar. Ils achètent une maison à Alba-la-Romaine, une petite ville où séjournent au long des années 1950 de nombreux artistes (Stanley William Hayter, Theodore Appleby, Ginés Parra, Eudaldo, Jean Le Moal, Honorio García Condoy) avec qui il participe à d'amicales expositions.
En 1954 il fait la connaissance de Picasso ainsi que de la peintre anglaise Freda Sargent (née en 1928) avec qui il se marie au Panamá.
En juillet 1955, Obregón retourne en Colombie et s'installe rapidement à Carthagène des Indes. La même année son tableau Souvenir de Venise (1954) est acquis par le Musée d'art moderne de New York et il devient l'un des rares peintres colombiens représentés dans ses collections. En 1956 lui est décerné un prix pour L'Étudiant mort à la « Solomon R. Guggenheim Foundation International Exhibition » et le premier prix à la « Gulf Caribbean Competition » de Houston (Texas). Il réalise plusieurs œuvres murales, à Barranquilla en 1956, Tierra, Mar y Aire (mosaïque, 9 × 6 m) en 1957 et Hommage au livre, pour la bibliothèque Luis Ángel Arango de Bogotá, inaugurée en juin 1958. La même année, il présente une exposition dont le commun dénominateur est la présence de condors et reçoit le premier prix de la Biennale hispano-américaine en Espagne. C'est à son retour de France que Gabriel García Márquez se souvient s'être lié avec lui.

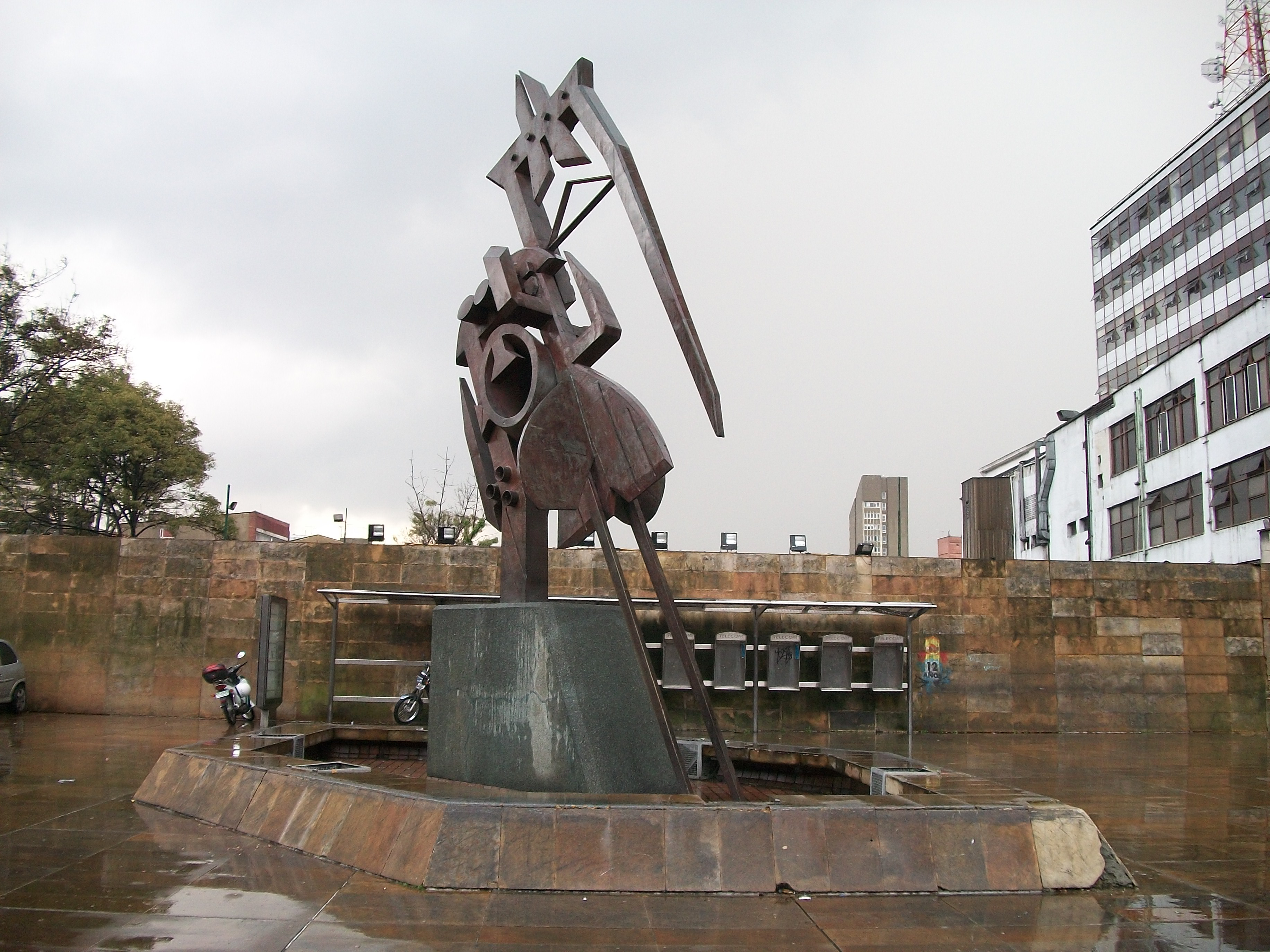
Soltando la Onda, Telecom, Bogotá, 1975.

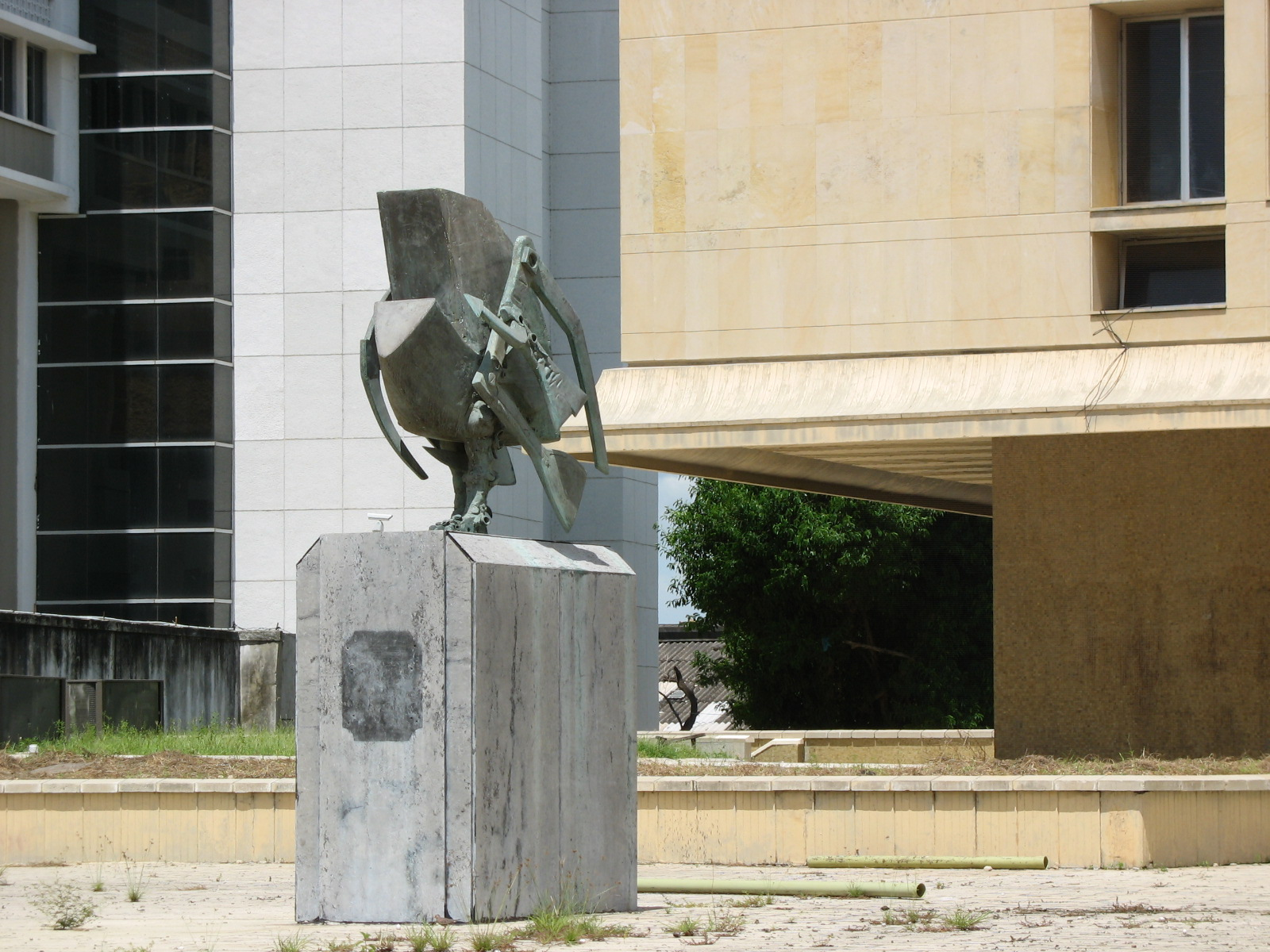
Sculpture, centre civique, Barranquilla.

Durant les années suivantes lui sont accordés de nombreux prix et décorations, notamment en Colombie la Cruz de Rafael Núñez. Obregón, Enrique Grau, Fernando Botero, Eduardo Ramírez Villamizar et Edgar Negret sont alors connus comme les « Cinq grands » de l'art colombien. Obregón est, en 1959, nommé professeur à l'école des beaux-arts de l'université nationale de Colombie et reçoit, en 1962, le prix du Salon des artistes colombiens. Il expose en 1963 Hommage à un poète disparu, Jorge Gaitán Durán. Il réalise la scénographie du ballet La embrujada, dirigé par son épouse Sonia Osorio.
De novembre 1963 à février 1964, il voyage de nouveau en Europe. Il reçoit en octobre le premier prix de la Ire Biennale sud-américaine d'art de Córdoba (Argentine). Il renonce en 1966 à la peinture à l'huile pour utiliser la peinture acrylique et obtient pour la deuxième fois le prix du XVIIIe Salon des artistes colombiens. En 1967, la direction du musée d'art moderne de Bogotá lui est confiée et il reçoit le grand prix latino-américain « Francisco Matarazo » à la IXe Biennale de São Paulo. Il participe l'année suivante au tournage, avec Marlon Brando, du film Queimada de Gillo Pontecorvo

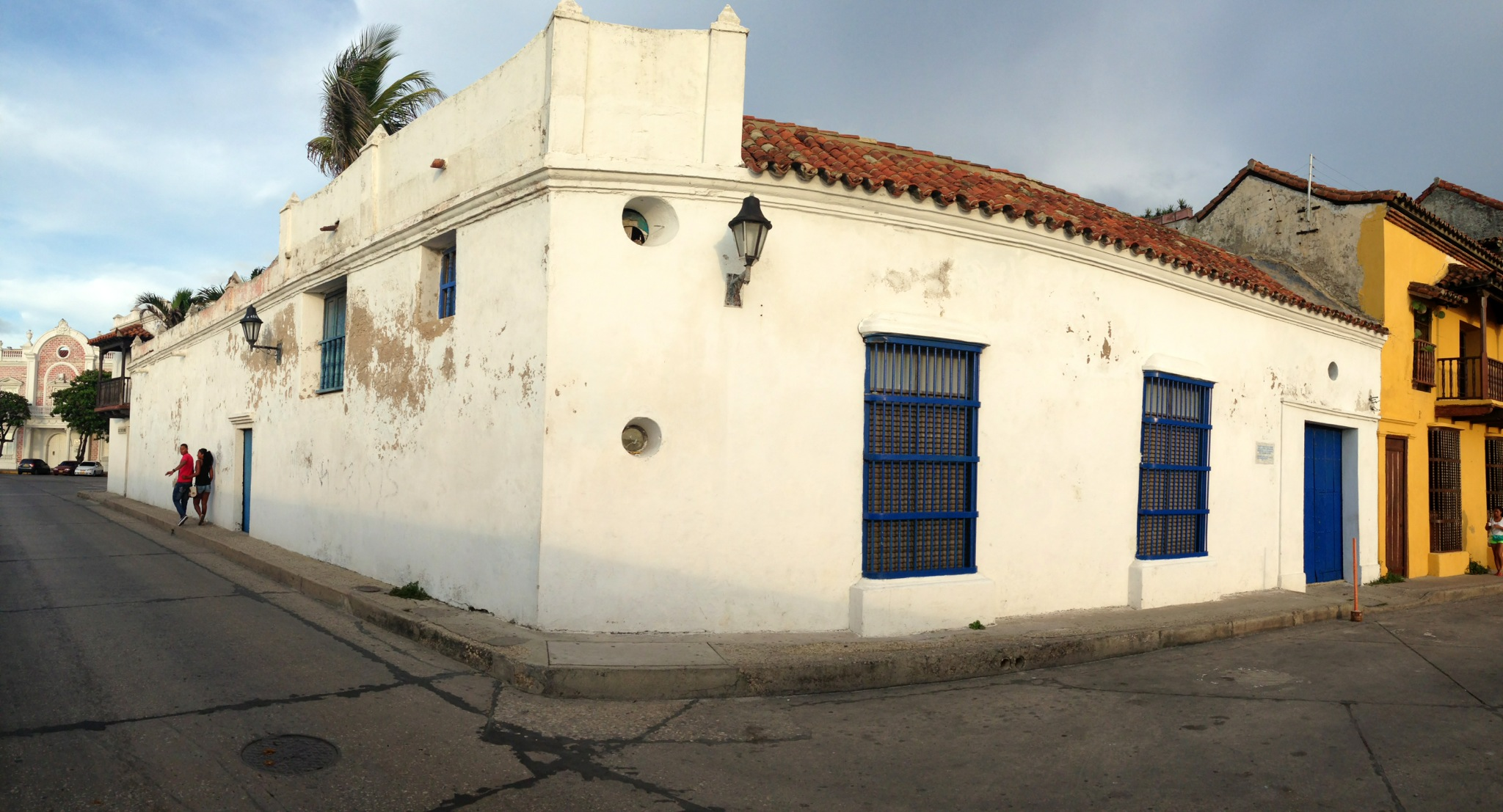
Maison où vécut Obregón à Carthagène des Indes de 1970 à sa mort.

Obregón s'installe définitivement à Carthagène des Indes. Il réalise de nombreuses peintures et décorations murales, pour la BBVA Bank of Colombia (Cosas de Aire, 1970), pour la salle de réunion du conseil des ministres (1971), le Vatican (1972), le siège de la Banque de Colombie à Bogotá, le siège des Nations unies à New York (1983) et le Salon du Capitole national (1986). En 1972, en souvenir de l'intérêt qu'il avait porté à l'aviation, il réalise une série d'œuvres sur la navigation aérienne pour la compagnie KLM et en 1975 une sculpture monumentale (Soltando la Onda, douze tonnes de bronze et sept mètres de hauteur) pour la Telecom de Bogotá. Il dessine également en 1981 102 pièces de vaisselle pour la marque de porcelaine Corona, la plus célèbre en Colombie. Des rétrospectives de son œuvre sont organisées à New York en 1970 et au Musée d'art moderne de Bogotá en 1991.
Atteint d'une tumeur cérébrale, Obregón effectue en février 1992 un voyage aux États-Unis pour suivre un traitement. Il meurt le 11 avril à Carthagène et est enterré dans le mausolée de la famille Obregón au cimetière Universal de Barranquilla.

## Œuvre
Alejandro Obregón est avant tout un peintre. Son œuvre est apparue dans le milieu de l'art colombien au moment de sa participation au Vème salon d'artistes Colombiens en 1944. Son apparition est reçue positivement par la presse locale et par la critique spécialisée, notamment par le critique autrichien d'art Walter Engel, qui selon Marta Traba, l'avait repéré avant tous les autres critiques d'art et a qualifié son art comme "expressionniste -romantique" dû à sa passion pour la nature, le pays et sa culture.
L'approximation de cette artiste à l'art moderne constitue à ce moment un épisode unique dans la production artistique colombienne. Sa peinture n'avait pas la prétention de se délier du contexte national, au contraire, elle prenait en considération les enjeux sociaux, politiques et quotidiens du pays.
Obregón n'a pas exprimé un intérêt par les enjeux directement liés à une modernité optimiste tels comme le progrès, le culte à la technologie ou la recherche de matériels industriels. Pourtant, il n'a pas choisi une approche opposée : le désespoir culturel qui se méfie du projet qui a mobilisé l'occident pendant des siècles. La peinture d'Obregón a été nourrie des propositions impulsant l'art moderne et en même temps, elle a été localisée, c'est-à- dire, le lieu a été l'une de ses préoccupations principales : lieu en tant que géographie, en tant que culture, en tant qu'élément de pertinence. D'où le fait qu’il n’a jamais milité pour une abstraction radicale, mais par contre, sa peinture fusionne des éléments abstraits et figuratifs comme une façon de se rebeller contre les approches puristes modernistes.

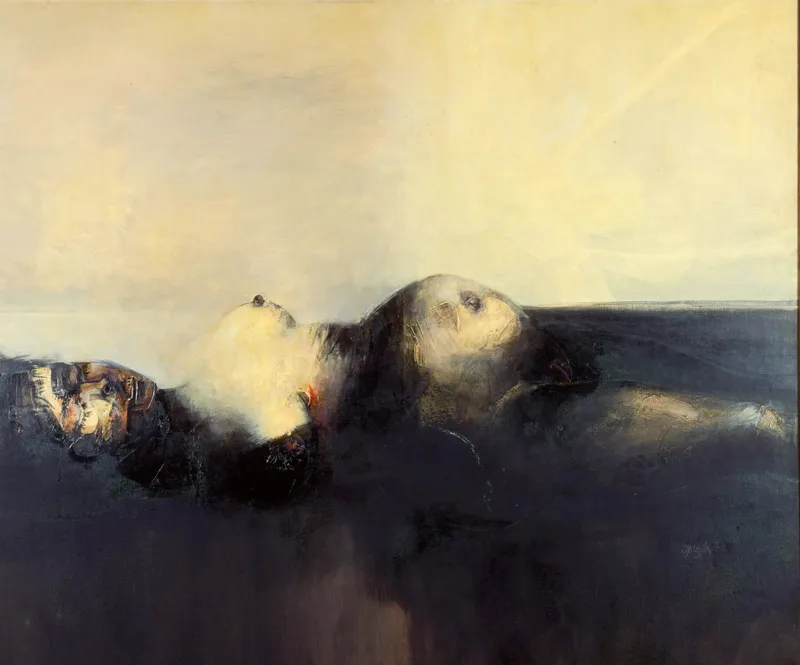
"Violence" 1962. Huile sur Toile. 155 x 188cm.

L’œuvre d'Alejandro Obregón exprime aussi une fascination pour la nature de la Colombie. Les paysages, le soleil, la mer, le vent et les nuages, les fleurs les nombreux animaux présents dans ses tableaux y prennent une dimension symbolique. À partir de 1959 le condor apparaît dans une cinquantaine de ses peintures. Allusion au blason de la nation colombienne sur lequel il figure, il participe de l'exaltation de la nature, exprimant simultanément un idéal de liberté et le pouvoir de la vitalité .
À différents moments au long de sa carrière, Obregón réalise des peintures liées à la Violencia politique en Colombie. Massacre, 10 avril fait ainsi référence à la révolte populaire du 8 avril 1948     (Bogotazo) et El Velorio aux manifestations du 8 et 9 juin 1954 à l'Université nationale contre la dictature du général Gustavo Rojas Pinilla et au massacre de treize étudiants par les forces armées. Il peint encore L'étudiant mort en 1956, Et en 1962 Violencia, l'une de ses peintures les plus emblématiques, avec laquelle il obtient le premier prix du Salon d'Artistes colombiens.

### Traduction
- (en)/(es) Cet article est partiellement ou en totalité issu des articles intitulés en anglais « Alejandro Obregón » (voir la liste des auteurs) et en espagnol « Alejandro Obregón » (voir la liste des auteurs).